# 李澤楷
李澤楷（英文：Richard Li Tzar Kai ，1966年11月8日—），籍貫廣東潮州，加拿大及中華人民共和國（香港）雙重國籍，成長於香港及美國，香港富商李嘉誠幼子，李澤鉅之弟，主要以香港為根據地處理業務，創立駐足亞洲的私人投資集團盈科拓展集團，現任電訊盈科和汕頭大學校董會名誉主席。
他是北京市第十一屆政協委員。據2019年《福布斯》雜誌公佈的全球富豪排名，李澤楷的身家約44億美元，全球排行第401名。2012年5月25日，父親李嘉誠表示他會全力支持李澤楷發展其事業，説明的資金規模會為目前李澤楷現有資產的數倍。

## 生平
1966年11月8日，李澤楷生於李嘉誠夫婦位於深水灣深水灣道的寓所中，是李嘉誠夫婦的幼子，有一位兄長李澤钜。小學就讀於聖保羅男女小學，在初中之後前往就讀位于美国加州的Menlo School；而在1983年進入美國史丹福大學電腦工程系，但三年後輟學。因此在1987年間他離開美國、前往加拿大一間父親有份投資的投資基金Gordon Capital任職，開啟了自己的職業生涯。
感情生活方面，根據公開的消息與報導，李澤楷於2009年和女友梁洛施在加拿大誕下長子、隔年梁洛施美國誕下雙胞胎男嬰；在2011年時與梁洛施分手，雙方共同教養3名兒子。

## 事業
自1991年，李澤楷投資4億美元創立星空傳媒開始，到在電訊盈科整宗交易中，通過行使手上的電盈認股權、賣出套現等，他獲利頗豐，市場估計，幾年間他至少已經賺取超過50億港元的收益。兩年後，李澤楷將衛視轉讓給傳媒大王梅鐸，據報道，整個衛視的售價是9.5億美元，較李嘉誠等兩年來約1.25億美元的總投資額高出7倍多。因為李澤楷把可觀利潤的衛視賣得好價錢，時年25歲的李澤楷贏得了各界贊賞，賺取了第一桶金。
1998年，憑藉一個當時仍是構思中的“數碼港”計劃，李澤楷從香港政府手中免費取得一片64英畝土地，得到了香港信息技術園區─數碼港的獨家開發權。隔年，李澤楷將“數碼港”發展權益注入同期購入的上市公司——“得信佳”（當時市值3億多港元），並將“得信佳”更名為盈科數碼動力，主營高科技業務，透過借殼上市。受到市場狂熱追捧，使其搖身變為高科技概念股，市值達到600億港元。
2000年2月初，李澤楷計劃把有線網絡與互聯網和互動電視融合。在48小時內，出售盈科數碼動力的股票籌集了10億美元。接著他用這筆現金取得了130億美元的貸款，最終在2000年8月17日科網股熱潮時，李澤楷以槓桿式手法，與新加坡電信的爭奪中入主當時的藍籌股香港電訊。
同年，李澤楷打敗新加坡電訊，收購香港最大的電訊企業，併合併為電訊盈科。
2006年8月8日，經多次洽談後，李澤楷終以3500萬美元購入《信報》五成股份，並於2014年李澤楷以離岸信託公司 Clermont Media Ltd.購入《信報》全數股權。
2008年10月至11月期間，電訊盈科暫停股份買賣（停牌），在恢復股份買賣（復牌）前夕，電訊盈科兩名大股東盈科拓展及中國網通提出以每股4.2元將公司私有化之建議。及後於2009年初，香港高等法院上訴庭三位法官以「人為操控」為由，對終止電訊盈科私有化作出一致判決，李澤楷亦宣佈放棄私有化建議。
2009年，李澤楷以約5億美元收購了美國國際集團（AIG）的資産管理業務，並正名爲柏瑞投資。柏瑞投資共獲得了13個行業獎項，透過全球網絡管理資産規模總值約845億美元。
2011年9月，香港交易所批准電訊盈科將包括香港電訊信託與香港電訊有限公司分拆上市，計劃同年10月獲電訊盈科股東通過，於11月29日成功上市。
2012年10月19日 盈科拓展以21.4億美元（折合166億港元）現金收購ING位於香港、澳門和泰國的保險業務。  2013年2月底完成收購行動，隨後改名「富衛」，英文名為FWD，寓意「保衛財富」和「安全」。
2013年10月16日 瑞士再保險（Swiss Re）宣布，斥資4.25億美元（約33.15億港元）收購富衛12.3%股權，以此推算富衛現時市值高達270億元，令李澤楷的手頭持股，較一年前的收購價大升逾四成。　
此後，富衛積極拓展業務至印尼及菲律賓，最近更宣布進入新加坡、越南及日本市場。
2013年12月20日 香港电讯公佈，斥资24.25亿美元收购CSL NEW WORLD MOBILITY LIMITED (CSLNW) 全数股权。
2015年3月其下電訊盈科媒體收購在新興市場提供流動視象服務的領先平台VuClip 並推出 Viu。同年10月Viu在香港推出OTT多屏幕視象服務。至2019年已拓展業務至十七個市場。在2016年4月在香港推出首條免費電視頻道ViuTV。
2016年3月透過私人注資到一直私人信託基金，支持創辦專攻年輕人市場的新媒體Stakk Factory Limited。主要對象為年輕人，專注流動平台及社交網絡的資訊平台。
2017年李澤楷的盈科拓展集團旗下的富衛集團宣佈完成收購AIG富士生命保險公司，是AIG在亞洲最後一項壽險業務。

2017年8月《端傳媒》總編輯張潔平近月接受眾新聞專訪時，首度開腔證實李澤楷曾經洽購《端》。張潔平形容，一開始是李澤楷有興趣在先，態度也頗積極，雙方都有達成注資，因為李澤楷對新媒體有興趣，當時《端》也認為吸引有具力投資者是好事。《端》與李澤楷一度商談了半年，但李澤楷突然抽身離場。對於有指李澤楷曾洽購端傳媒的說法，電訊盈科回覆稱不會投資和購入端傳媒。
2019年滙豐控股（00005）出售馬來西亞合資保險公司HSBC Amanah Takaful（Malaysia）Bhd的49%股權予李澤楷旗下的富衛保險。

同年，其下富衛收購了泰國匯商銀行旗下人壽保險業務，作價927億泰銖（約237億港元），為東南亞保險業史上最大型併購。

另外，渣打銀行（香港）、電訊盈科、香港電訊及攜程金融的合資公司SC Digital Solutions Limited獲金融管理局發出虛擬銀行牌照。

2020年成立bolttech，博達保險是一家新成立的國際數碼保障和保險公司，其業務範疇包括設備保護，數碼經紀，科技服務和一般數碼保險服務。

2021至3年間，他和曾經在華星工作之蘇孝良合作由羅榮焜手中協助電訊盈科接辦《光之美少女系列》播映權。

## 馬主生涯
李澤楷於2020-2021馬季開始在香港賽馬會成為馬主，擁有名下賽駒「飛凡」。

## 家庭
他與前女友梁洛施，育有三子。2011年2月26日，梁洛施發表聲明與李澤楷分手，2011年3月1日，李澤楷發表聲明確認分手，並澄清第三者和億元分手費之不实報道

## 非官方組織活動
李澤楷為世界資訊技術及電子通訊經濟論壇主席。他也是國際發展中心，以及全球資訊基礎設施委員會。
2008年5月14日，李澤楷以私人名義，向四川地震災區捐贈人民幣2000萬元。

## 傳聞
2001年，傳媒發現李澤楷原來在美國史丹福大學並未畢業，質疑他在上市文件中提供誤導消息。後來他公開認錯，說他沒有修正傳媒的錯誤是一件錯事。

## 參看
- 梁伯韜
- 李嘉誠
- 莊月明
- 李澤鉅
- 李嘉誠家族